# Piletón
Para otros usos, véase piscina.

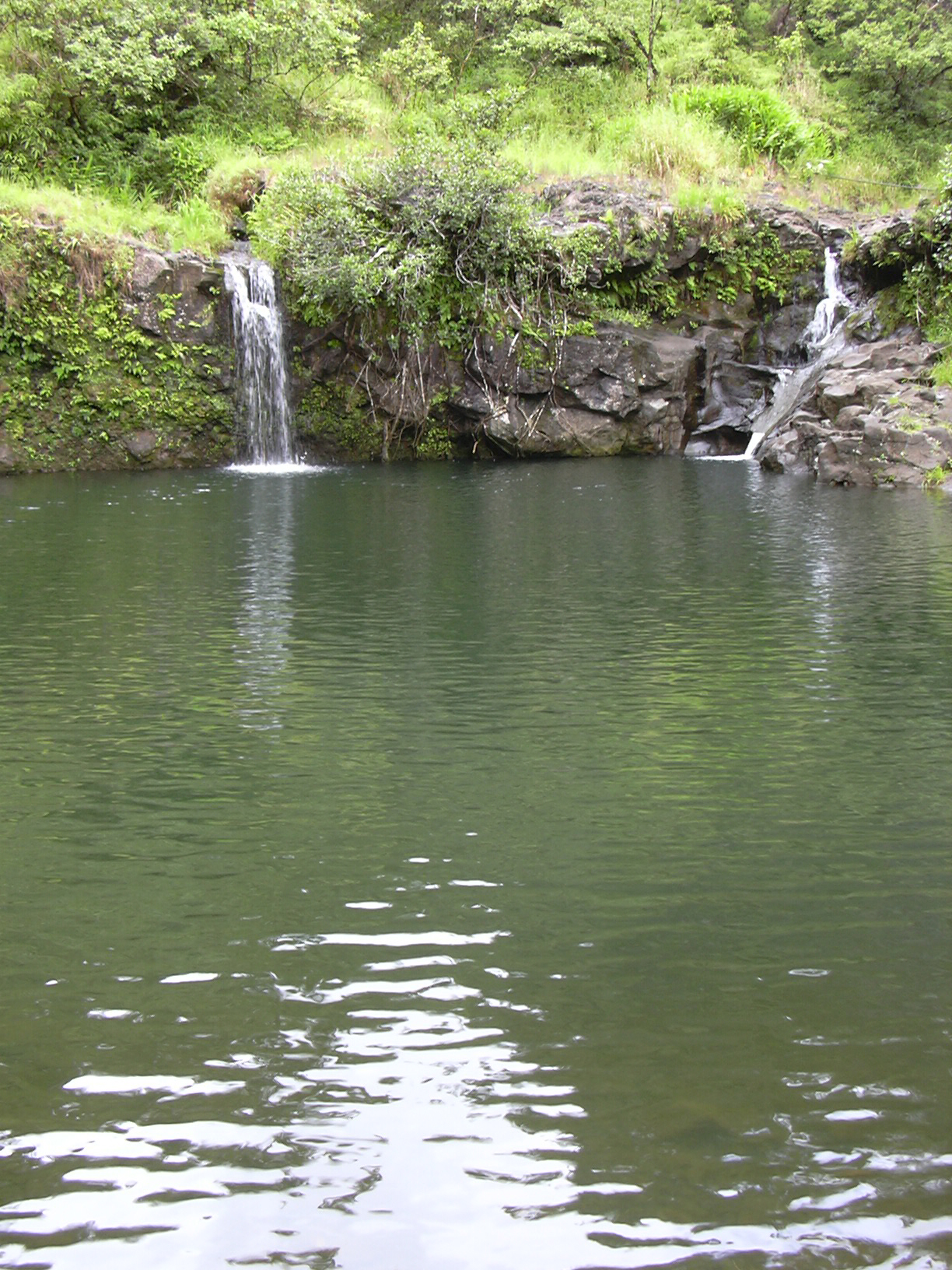
Un piletón en Maui.

Una poza o piletón, en hidrología, es un tramo de un río o un arroyo en el que la profundidad del agua es superior al promedio y la velocidad del agua es muy inferior al promedio.

## Formación
Un piletón puede ser parte del cauce que yace con los sedimentos o armado con gravas, y en algunos casos las formaciones de los piletones pueden haber sido formadas como las cuencas en las formaciones de base rocosa. Los chapoteadores, o cuencas de inmersión, son una secuencia de piletones formadas por la acción de las cascadas.

## Hábitat
Esta porción de piletones de un arroyo a menudo proporciona un hábitat especializado de ecosistemas acuáticos para los organismos que tienen dificultades para la alimentación o la navegación en los tramos más rápidos del río, o la temporada más cálida del agua. Estas piletones pueden ser importantes para el hábitat de los peces jóvenes, sobre todo cuando llegan a alcanzar la corriente de altas temperaturas de verano y el muy bajo flujo de la estación seca característica.